# Rivas (Loire)
Rivas település Franciaországban, Loire megyében. Lakosainak száma 737 fő (2022. január 1.). Rivas Cuzieu, Unias, Veauche, Veauchette, Chambœuf és Craintilleux községekkel határos.

## Népesség
A település népessége az elmúlt években az alábbi módon változott:
| Lakosok száma | 163  | 212  | 397  | 490  | 567  | 637  | 663  | 698  | 715  | 737  |
|               | 1968 | 1982 | 1990 | 2006 | 2013 | 2015 | 2017 | 2019 | 2020 | 2022 |